# イーワーン

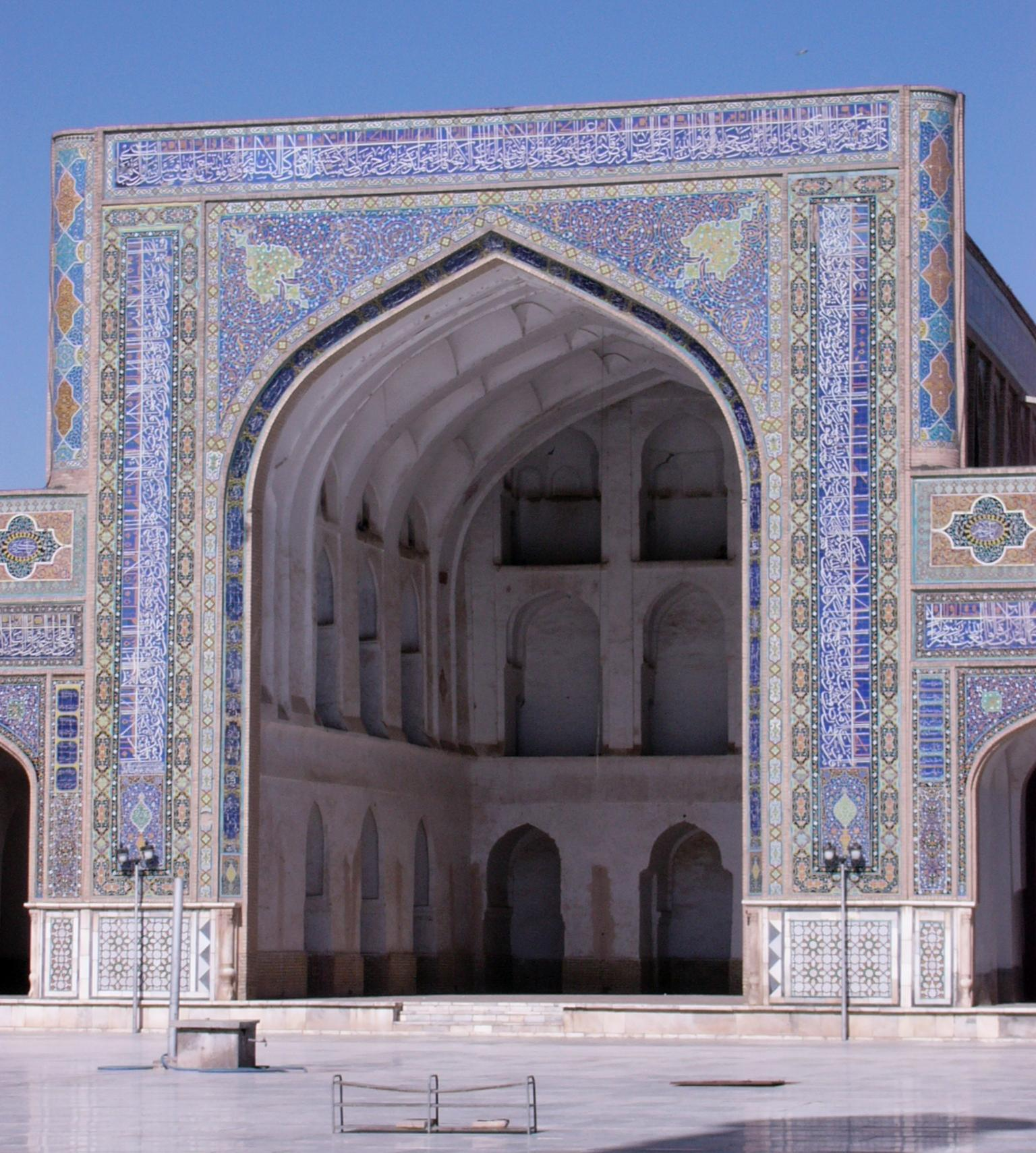
ヘラート（アフガニスタン）の金曜モスク入口のイーワーン

イーワーン（ペルシア語: ایوان eyvān, アラビア語: إيوان īwān,  英語: Iwan）とは、イスラーム建築によくみられる、一方が完全に開き、三方が壁で囲まれて、天井がアーチ状となっているホールまたは空間。7世紀に滅んだサーサーン朝ペルシャで顕著にみられ、後世に見いだされて11世紀から12世紀にかけてのセルジューク朝の時代にイスラーム建築の基本的な設計単位として定着した。イーワーンは、通常、中庭にむけて開いており、公共の建物だけではなく私的な住宅にも使用された。ペルシア語ではイーヴァーン、エイヴァーンなどとも言う。

## 概要

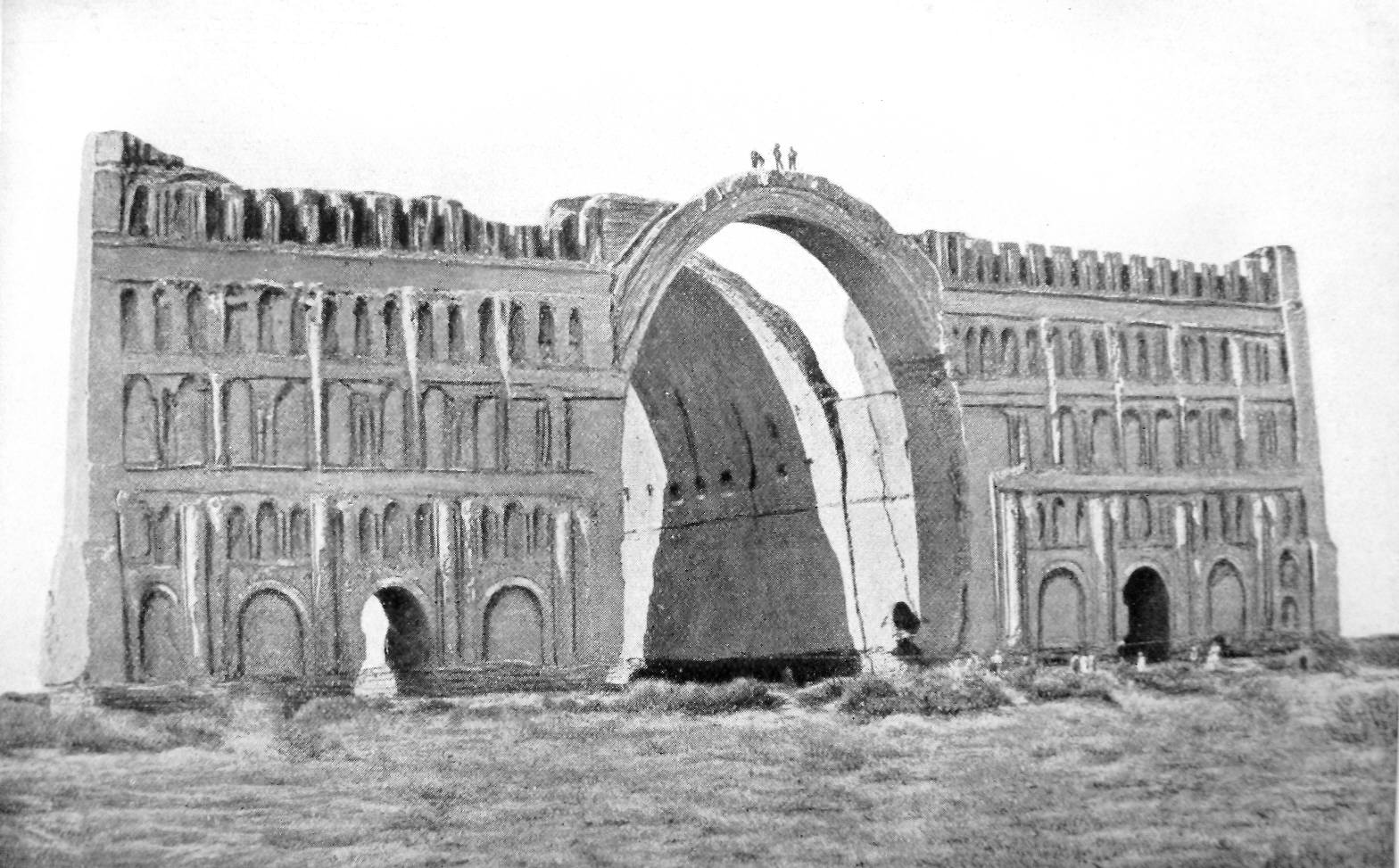
バグダード郊外クテシフォン遺跡にある「ホスローのイーワーン」（1864年に描かれたもの）サーサーン朝時代にホスロー1世が建設したと伝えられる。

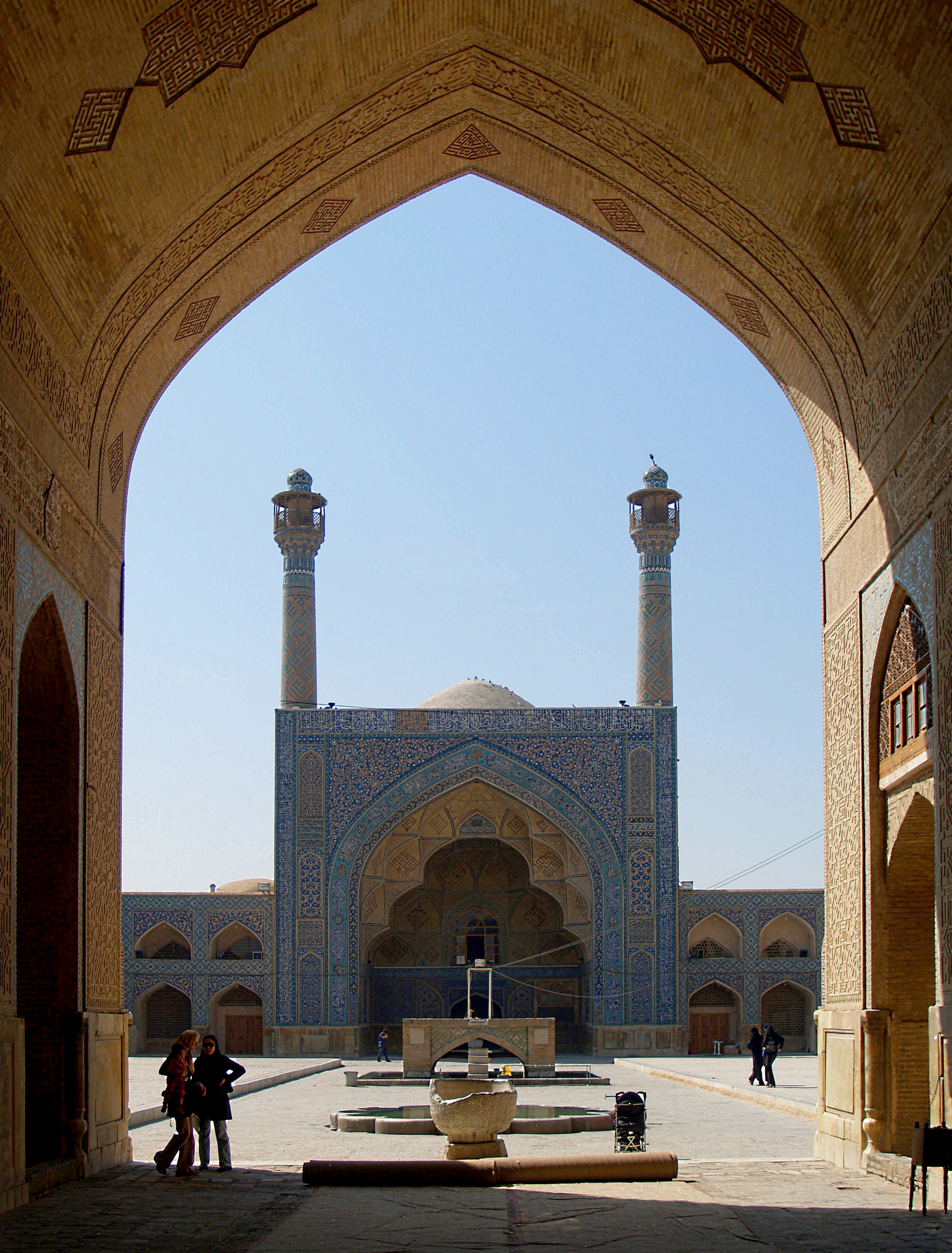
エスファハーン（イラン）の金曜モスク「北のイーワーン」上部の尖頭型ヴォールト。奥にみえるのは「南のイーワーン」

イーワーンは、トンネル形のヴォールト（穹窿）を架けた前方開放式の小ホールであり、半外部空間である。これが、サーサーン朝建築の伝統に由来している点ではドームと同様であり、イスラーム化される以前のペルシャの宮殿建築における王の謁見用ホールを継承しているとの指摘がある。部屋の四辺のうち一辺を中庭などの戸外、ときにはドーム室など、より大きな空間に向かって開き、正面には大アーチが設けられることが多い。また、多くの場合、普通の部屋よりも大きく、天井の高い開放的な空間となっている。
柱のない大空間としてのイーワーンは、紀元前後のオリエント建築に誕生したが、イスラーム建築に採用されるようになったのは、12世紀のペルシャ世界が始まりとされている。大ドームとセットになることで、モスク建築に採り入れられるとともに、このイーワーンとドームを組み合わせた形が、大モスク建築のスタンダードの1つとなって、13世紀には、エジプト、アナトリア、インドなどの各地でも採用された。
サーサーン朝時代に建設された作例としては、イランのターゲ・ボスターンの大洞（7世紀）・小洞（4世紀）のような半円アーチのヴォールトや同じくサーサーン朝の首都であったイラクのクテシフォン遺跡のような楕円アーチによるヴォールト構造がそれぞれ見られ、イスラーム時代に入って展開するイーワーンの形式の萌芽が既に見られる。
現在多く見られるような尖頭アーチによるヴォールト構造のイーワーンがいつ頃定着したか、現存する古い作例が少ないため分からないことも多いが、アッバース朝のバグダード建設直後の778年に建てられたウハイディル宮殿に尖頭アーチ・ヴォールト構造が確認され、9世紀後半のエジプトのイブン・トゥールーン・モスクや10世紀のイランのナーインの金曜モスクの列柱のアーチ、中央アジアのブハラのイスマーイール・サーマーニー廟などにも尖頭アーチが見られる。中庭を挟んだ対面式のイーワーンがはっきり確認出来るのはセルジューク朝時代やガズナ朝時代のもので、11世紀のガズナ朝のスルターン・マフムードがアフガニスタンのラシュカルガー近郊に建てた宮殿遺跡ラシュカリ・バーザールは上部構造が崩落しているためどういったイーワーンの構造になっていたのか創建時の姿は分からなくなっているが、中庭を挟んで東西南北にイーワーンの空間が設けられており、壁面を覆うアーチの列柱飾り部分は尖頭アーチになっている。現存するもので後述の四イーワーン（チャハール・イーワーン）様式の最古のクラスの作例はイスファハーン旧市街の金曜モスクで、セルジューク朝のマリク・シャーの時代から度重なる改修の結果、12世紀前半には尖頭アーチを備えたほぼ現在の四イーワーン構造になったと考えられる。

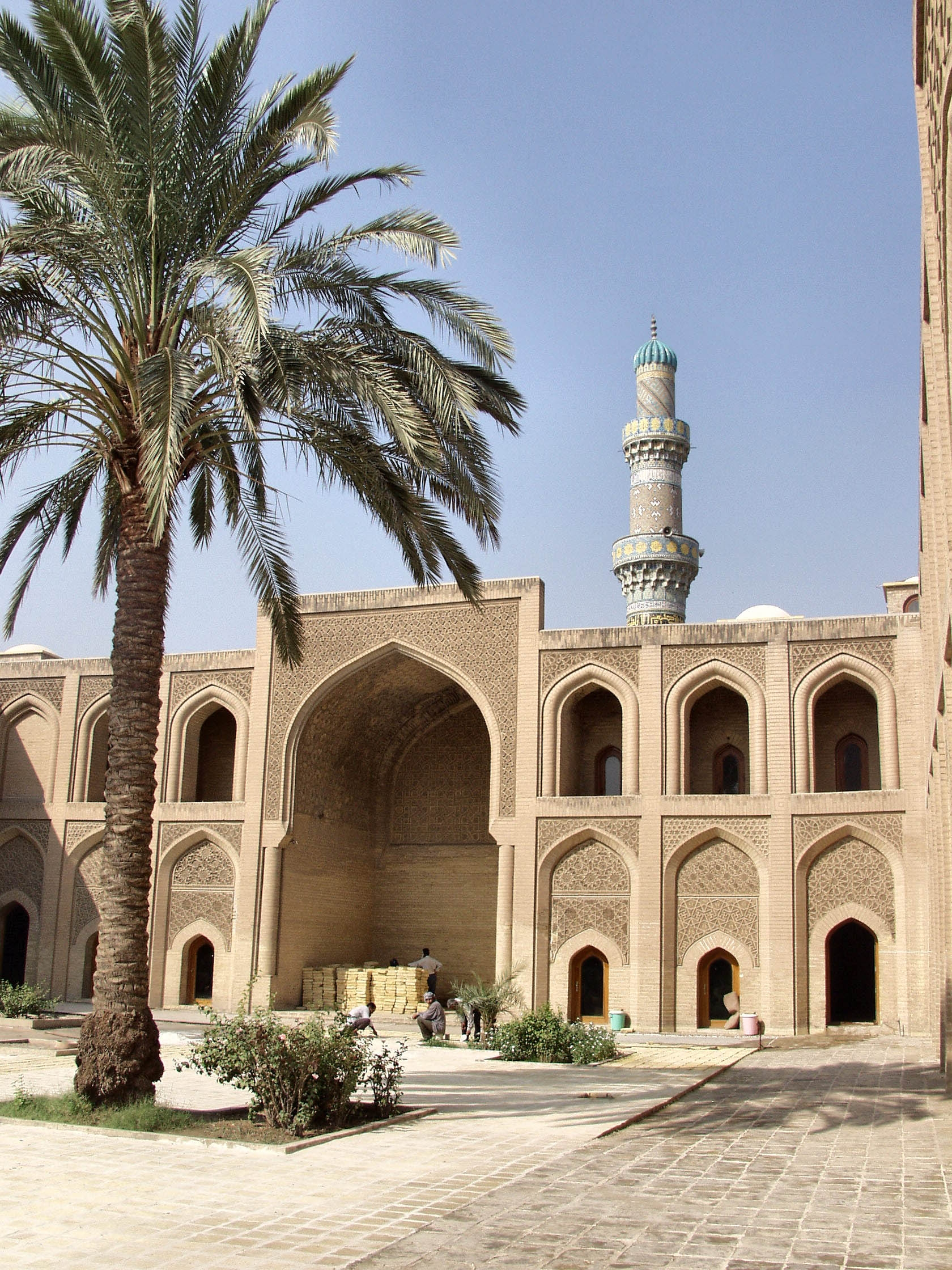
ムスタンスィリーヤ大学構内のムスタンスィリーヤ・マドラサ（バグダード、イラク）

イーワーンはまた、マドラサ（学林、ウラマー育成の高等教育施設）の中庭に面した各辺の中央にも設けられ、講義や礼拝の場として用いられた。マドラサは9-10世紀頃にイランのホラーサーン地方で登場したローカルな施設であったようだが、11世紀にセルジューク朝のニザームルムルクがシーア派のブワイフ朝やファーティマ朝に対抗してシャーフィイー学派やハナフィー学派のスンナ派教学の宣撫のためにイランやイラクの主要都市にマドラサを建設したことによって広まった。このニザームルムルクの名前を冠したニザーミーヤ・マドラサはイラン高原からイラク、シリア、アナトリア地方などセルジューク朝の支配地域で多数建設され、その後各々の地方の君主や有力者によって建てられたマドラサの祖形となった。
マドラサの構造は寮を併設し、中庭を囲む各辺は、多くの場合、階下・階上ともに学生たちが寝起きする個室にあてられた。言い換えればマドラサは、通常、中庭が多数の個室や教場、礼拝室などによって取り囲まれた構造をとっている。1233年にアッバース朝カリフ・ムスタンスィルによって建てられたバグダードのマドラサ・ムスタンスィリーヤもこのような設計によっている。

## チャハール・イーワーン式
11世紀にマリク・シャー1世らによって南ドームの建てられたエスファハーンの金曜モスクでは、1121年から1220年ごろにかけて、南、東、西、北の順に中庭に面して4つのイーワーンが建てられた。4イーワーンの建築におけるプロセスやその理由については詳細不明であるが、それぞれ異なったスタイルを持っており、そのスタイルや建築様式の違いから、同時にではなく、間隔を置いて順々に建てられたものであると考えられている。また、各イーワーンはそれまでのイスラーム世界でみられた古典的なイーワーンスタイルではなく、建物との区別をつけるための四角い枠取りが行われた新しいスタイルのイーワーンであった。

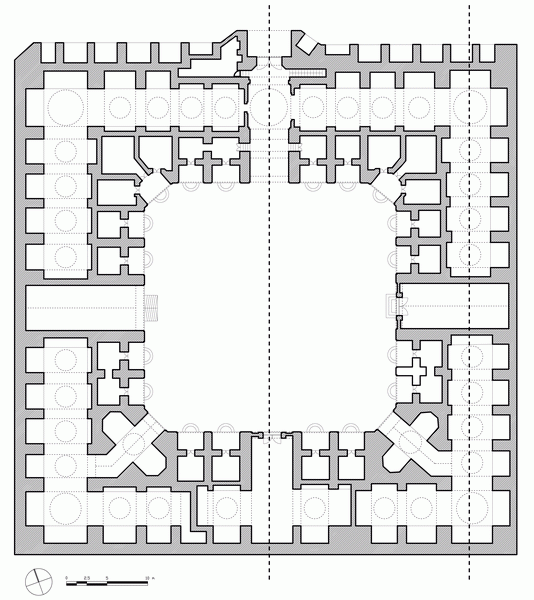
サファヴィー朝のキャラバンサライの平面プラン例

こうしてセルジューク朝の時代に成立したモスクの新しい形式は、四辺にイーワーンをもつもので、「チャハール・イーワーン式（4イーワーン式）」と呼ばれている。チャハール・イーワーン式は、さらに南側のイーワーンの背後にドームを架けることによって聖地マッカのカアバの方向を指し示すミフラーブ（聖龕）の存在が強調されている。
こうした建築構造は、モスクや上述のマドラサのほか、キャラバンサライにも採用されており、セルジューク朝時代の隊商宿リバート・イ・シャリフ（1114年）にもすでにみられる。
なお、モスクの建築様式としては、ペルシャ型の「チャハール・イーワーン式」のほかにアラブ型の「多柱式」、オスマン帝国型の「中央会堂式」がある。17世紀のサファヴィー朝の時代に建てられたエスファハーンのイマーム・モスクもチャハール・イーワーン式である。

## 内部装飾

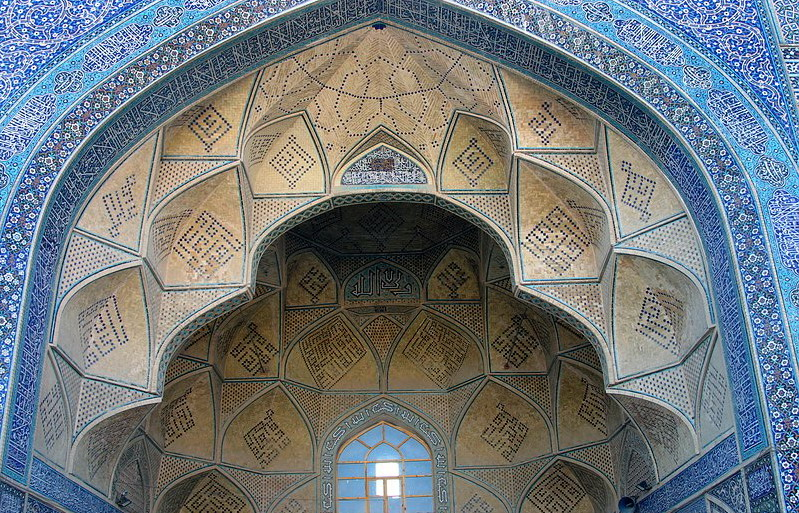
エスファハーンの金曜モスク「南のイーワーン」の内部装飾（ムカルナス）

イスラーム建築に共通する内部装飾としては、幾何学文様、植物文様、そしてカリグラフィーがあるが、これらは、いずれも平面的な装飾といえる。
それに対して、イラン独特の内部装飾としては、エスファハーンのイマーム・モスクや金曜モスク、シーラーズのヴァーキル・モスクの入口イーワーンにみられるムカルナス（鍾乳石飾り）がある。これは、建物の壁体に対し斜めに架け渡したアーチ曲線が隅で重なり合い、交わることによってできる持ち送り状の凹面をともなった立体的な装飾である。
ムカルナスの著しい発達もまた、セルジューク朝の時代のペルシャであった。そのほかこの時代のイラン建築の特色としては、構造・装飾ともに煉瓦の利点が最大限活用されていること、また、彩釉タイルがさかんに用いられることが掲げられる。

## ギャラリー

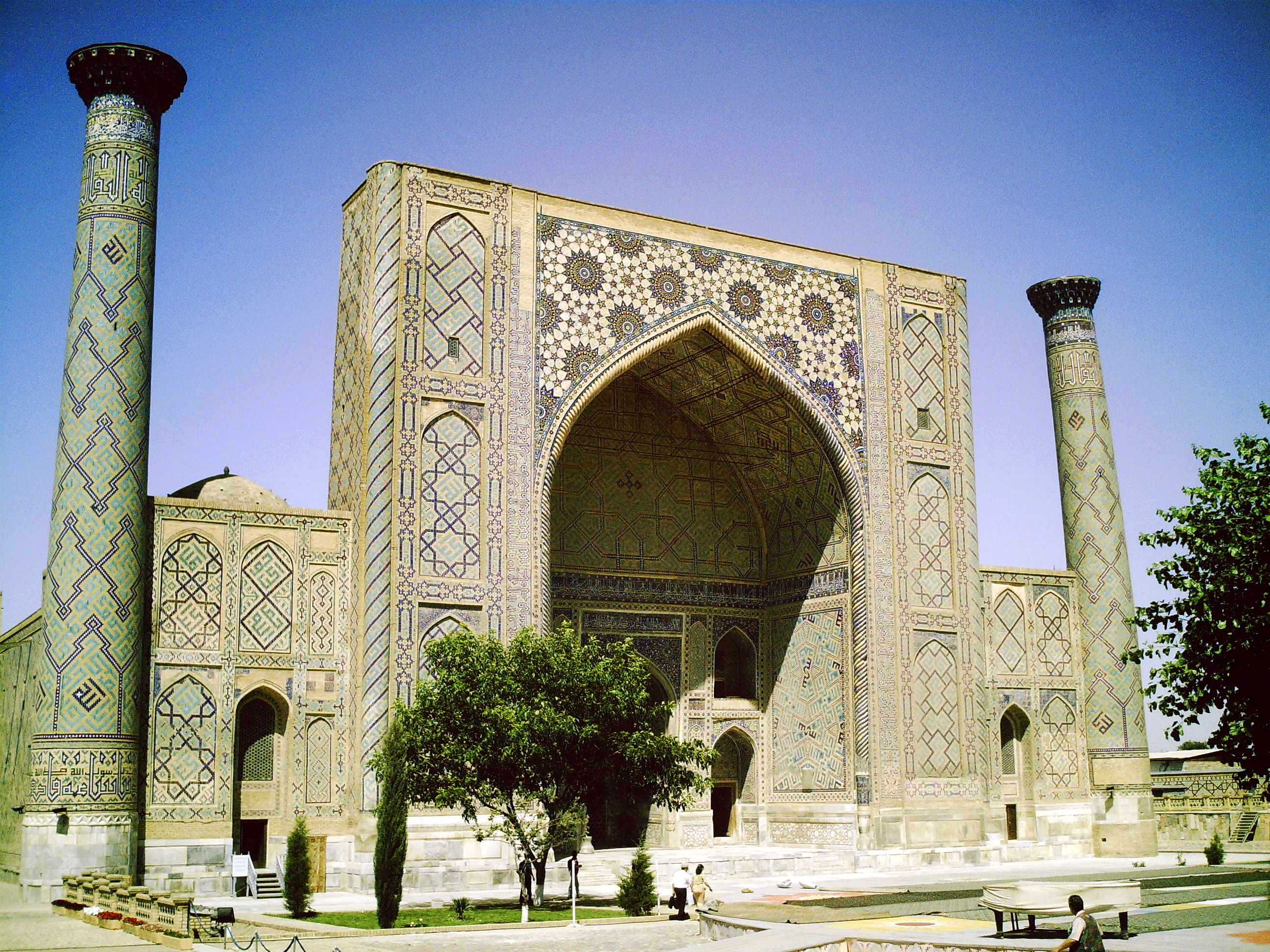
ウルグ・ベク・マドラサ（サマルカンド、（ウズベキスタン）
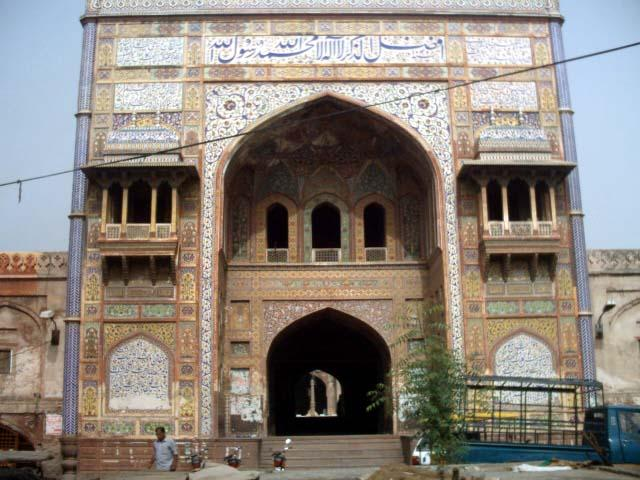
ワズィール・ハーン・モスク入口のイーワーン（ラホール、パキスタン）
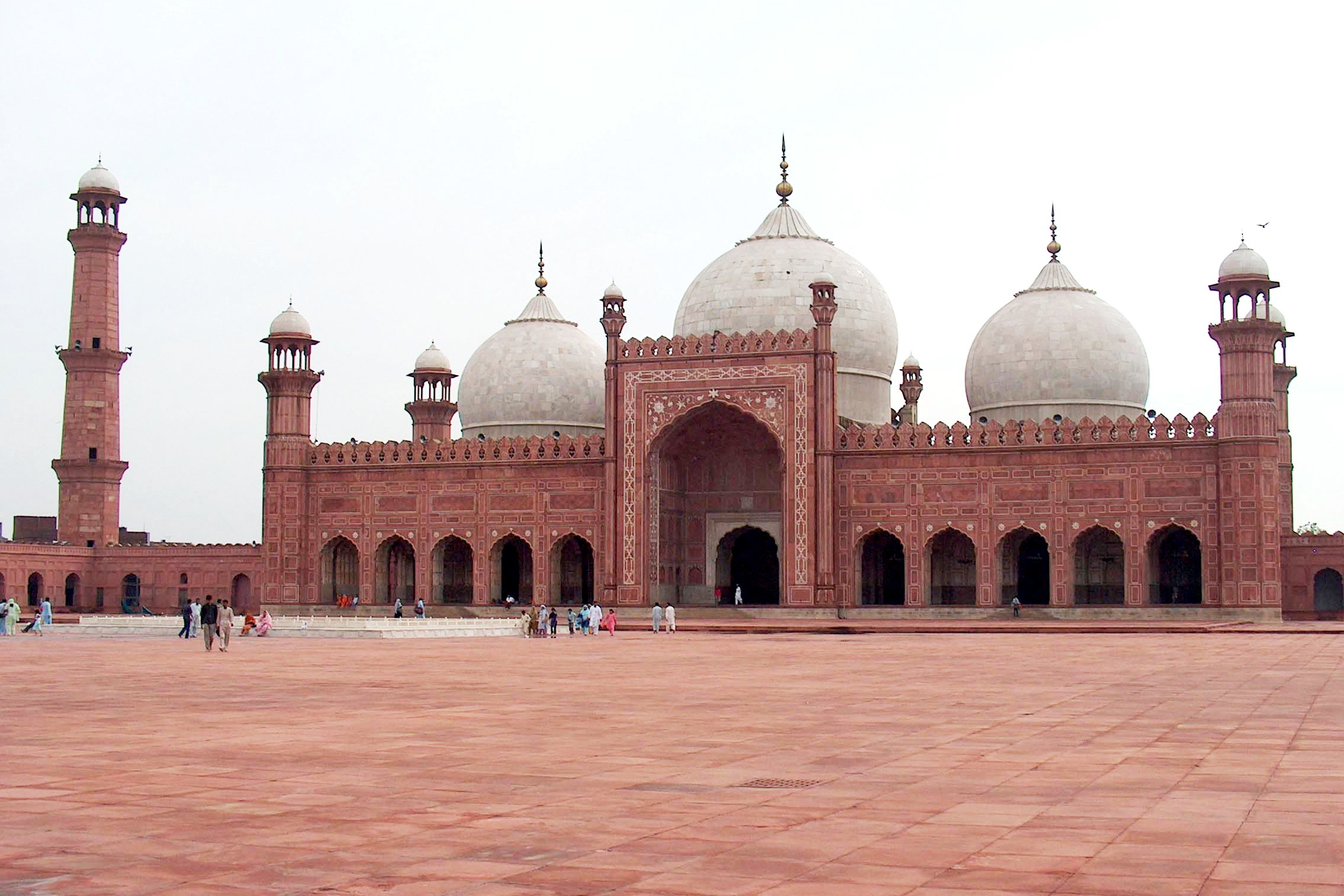
バードシャーヒー・モスクとイーワーン（ラホール）
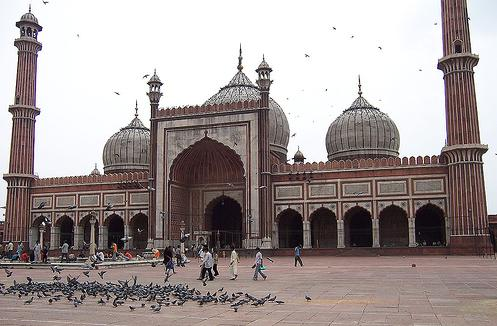
ジャーマー・マスジッドとイーワーン（デリー、インド）
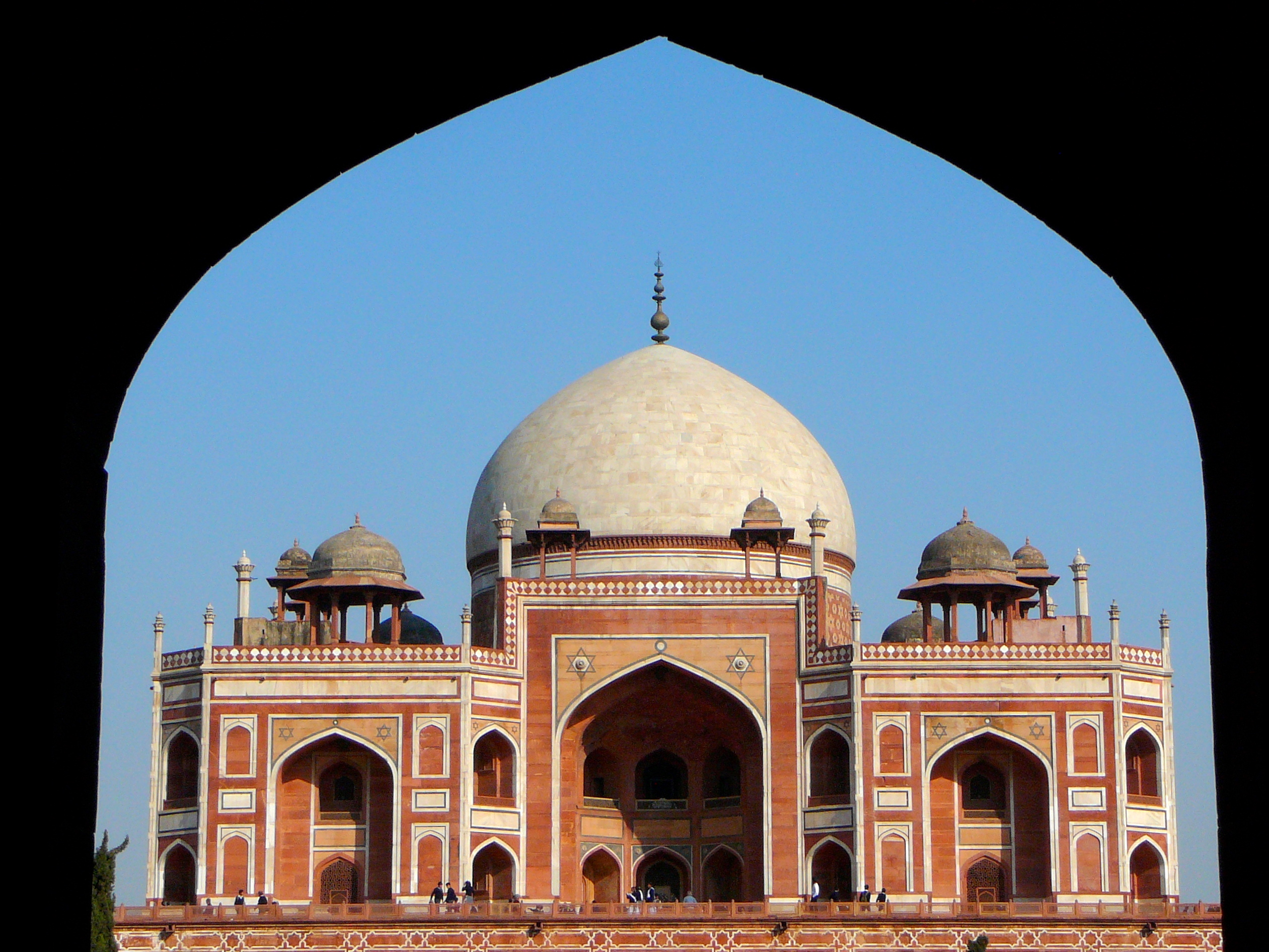
イーワーンよりみたフマーユーン廟（デリー）
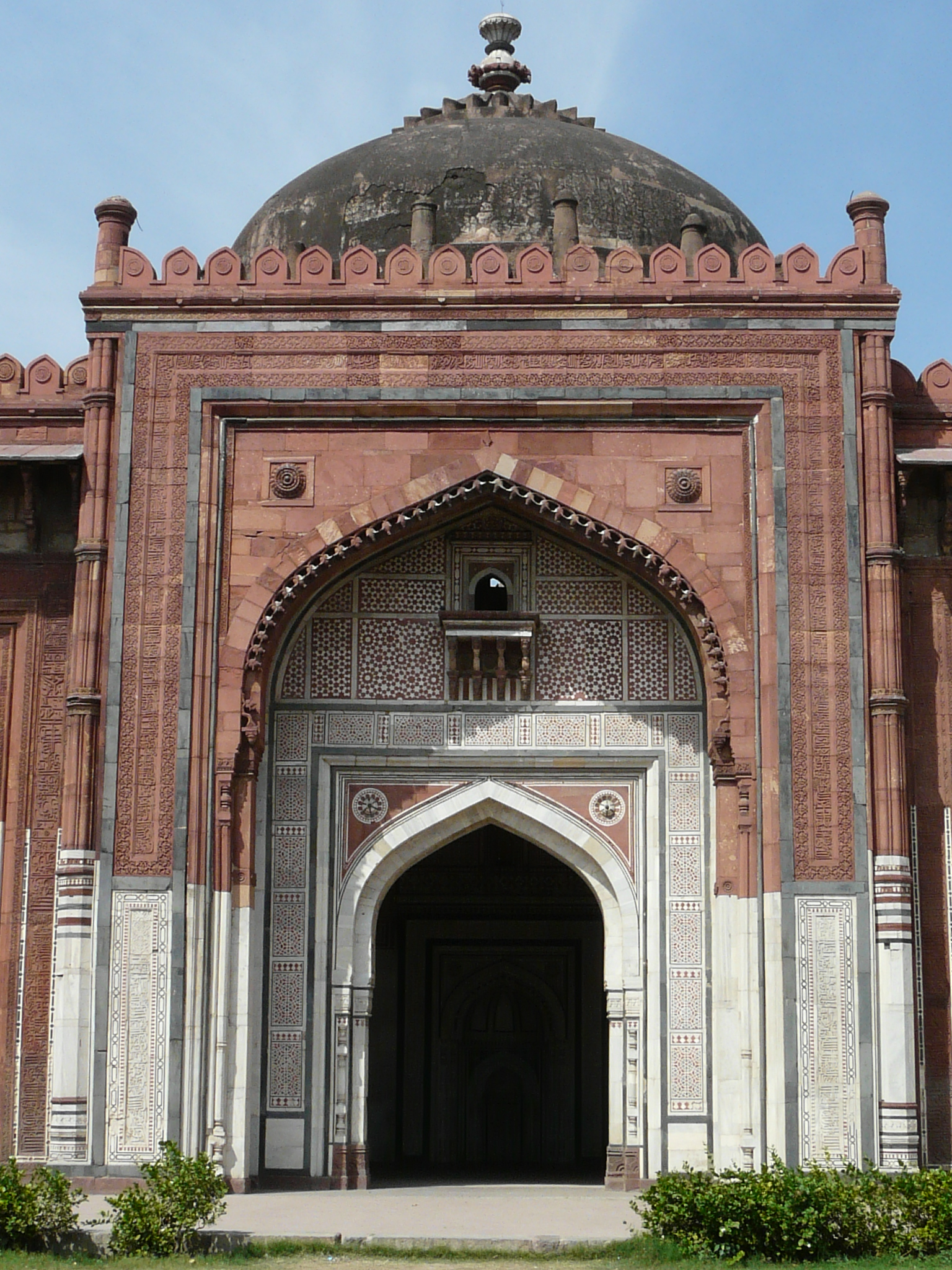
Qila-i-Kuhna Mosque（デリー）のイーワーン
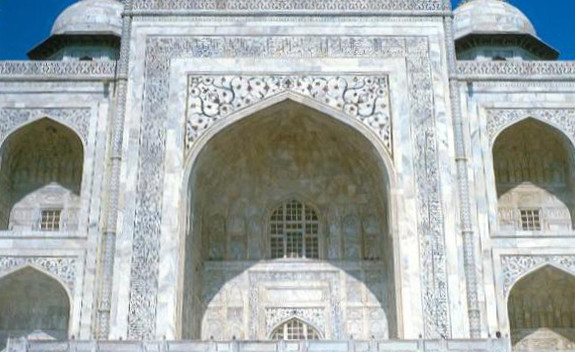
タージ・マハル（アーグラ、インド）のイーワーン
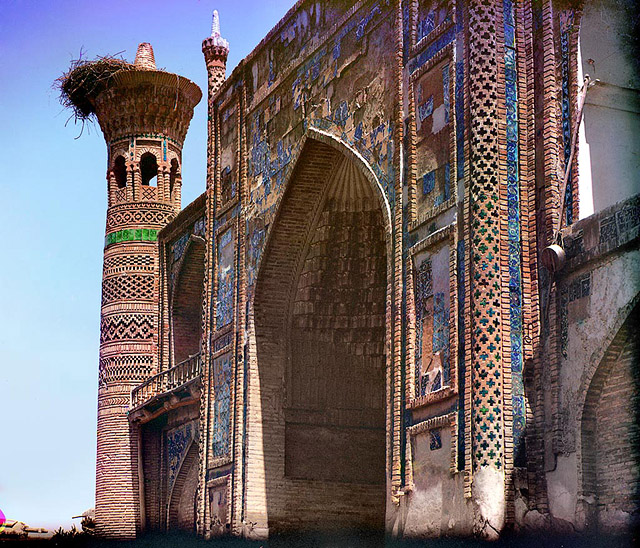
ウルグ・ベク・マドラサ（サマルカンド、ウズベキスタン）のイーワーン
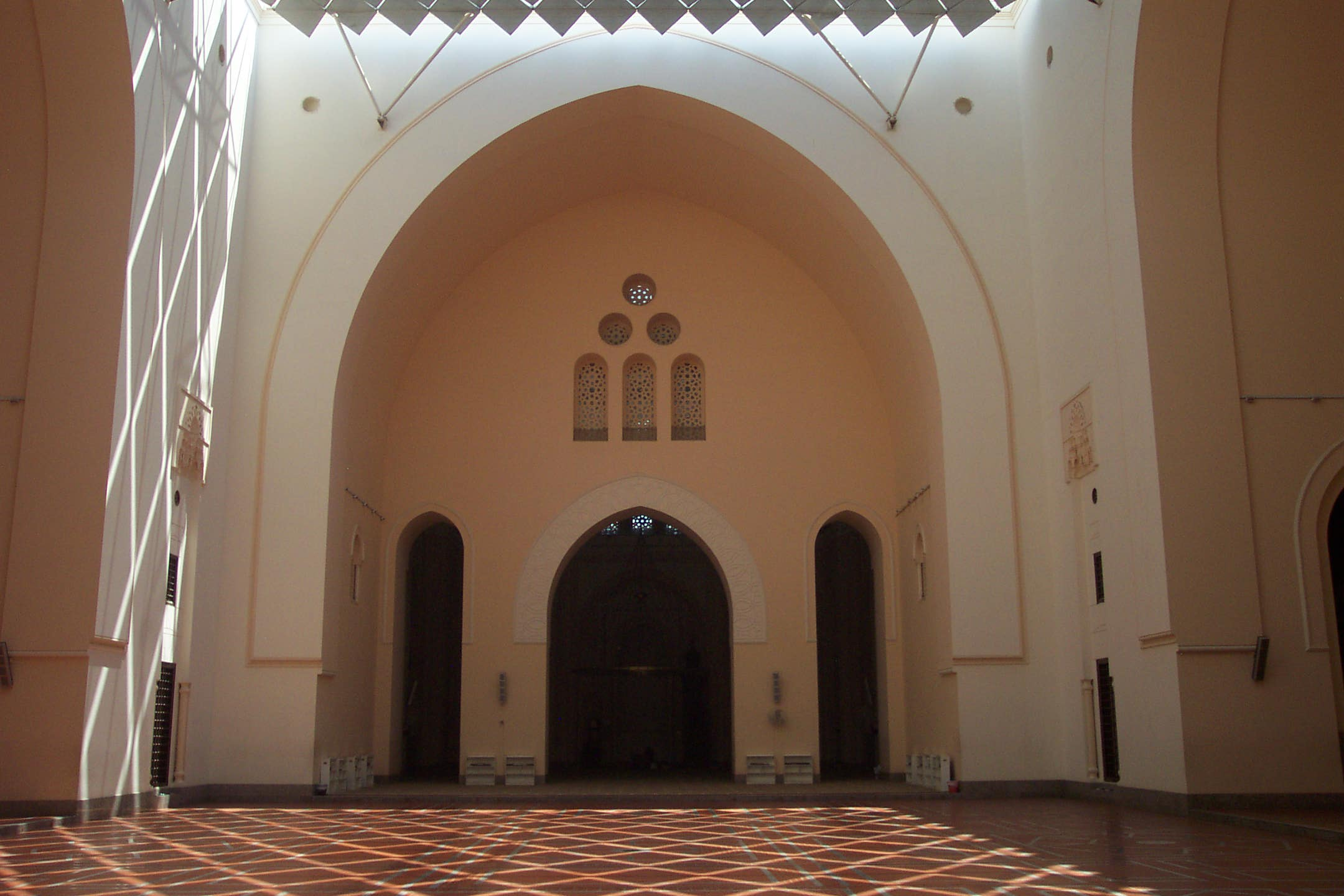
ジッダ（サウジアラビア）のキング・サウード・モスクイーワーン内部
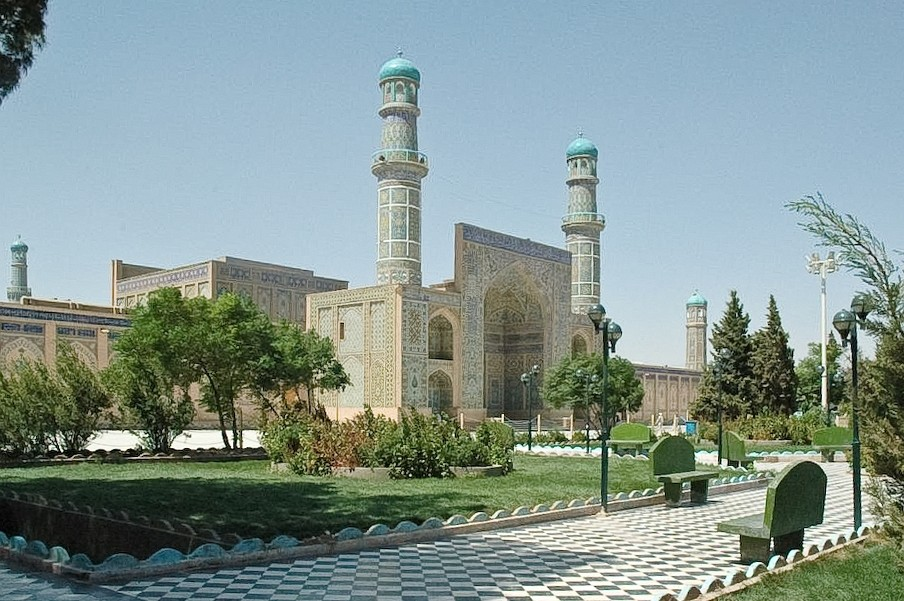
金曜モスク（ヘラート、アフガニスタン）とイーワーン
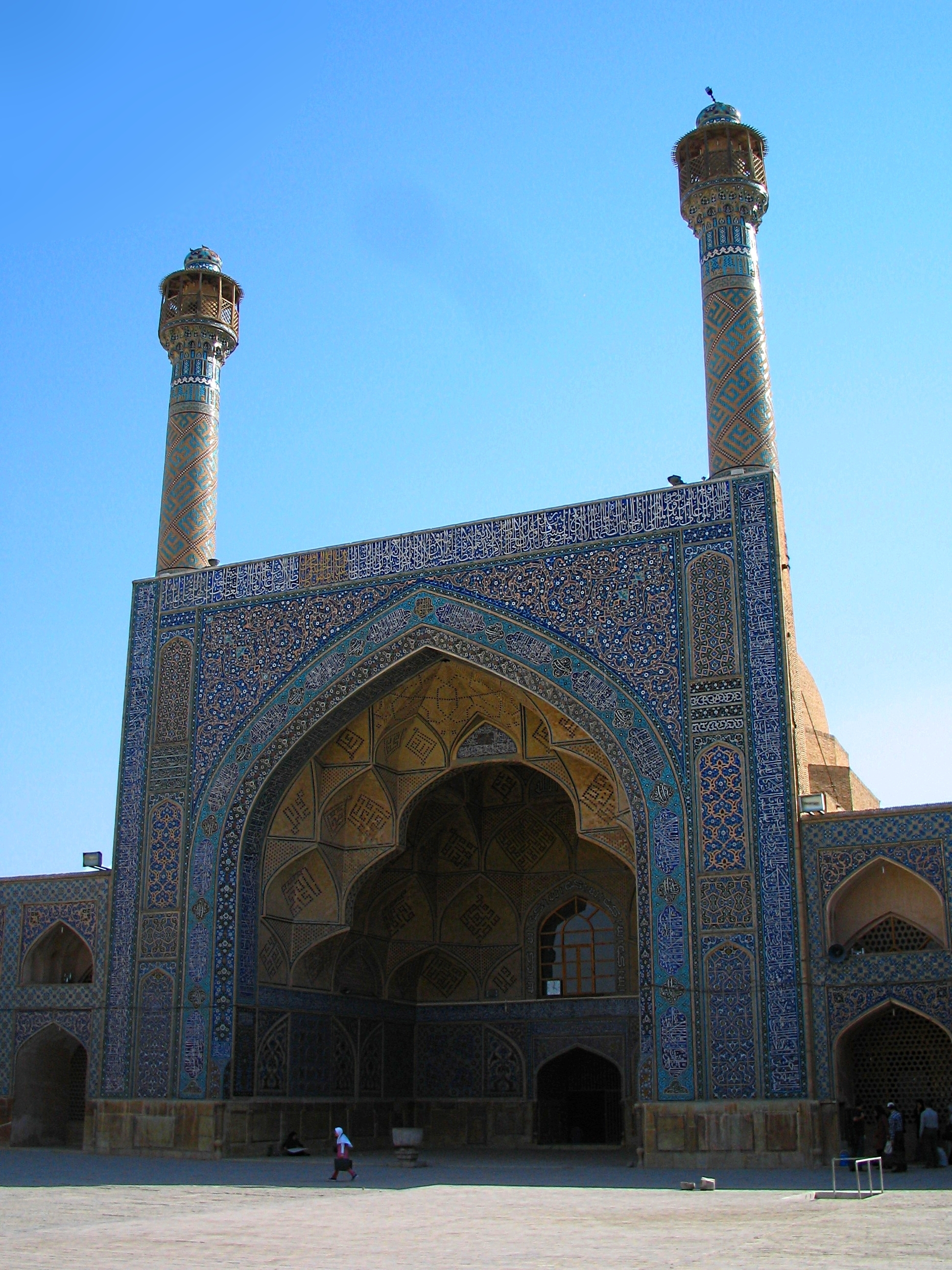
金曜モスクの南イーワーン（エスファハーン、イラン）
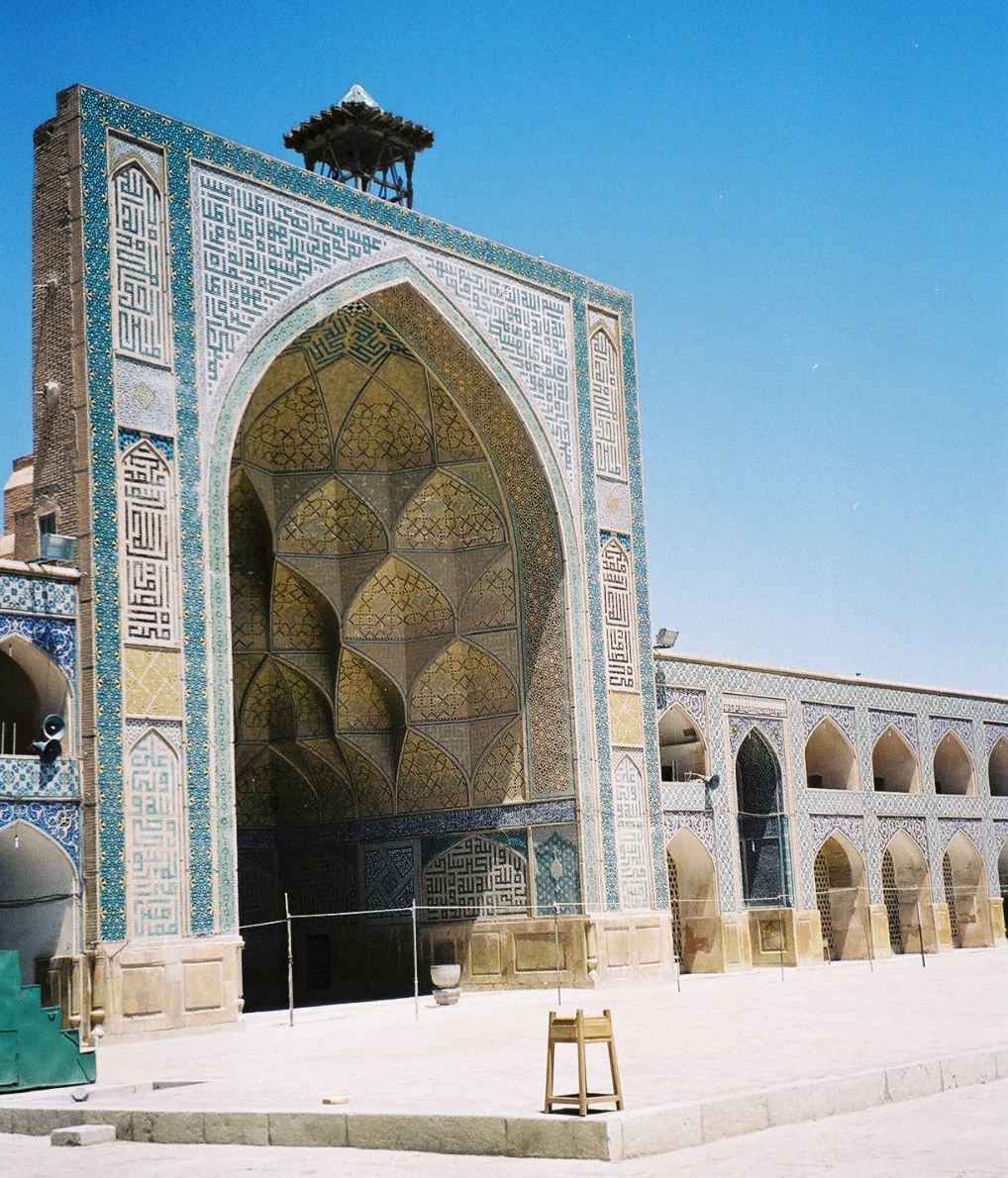
イマームのモスク（エスファハーン）とイーワーン
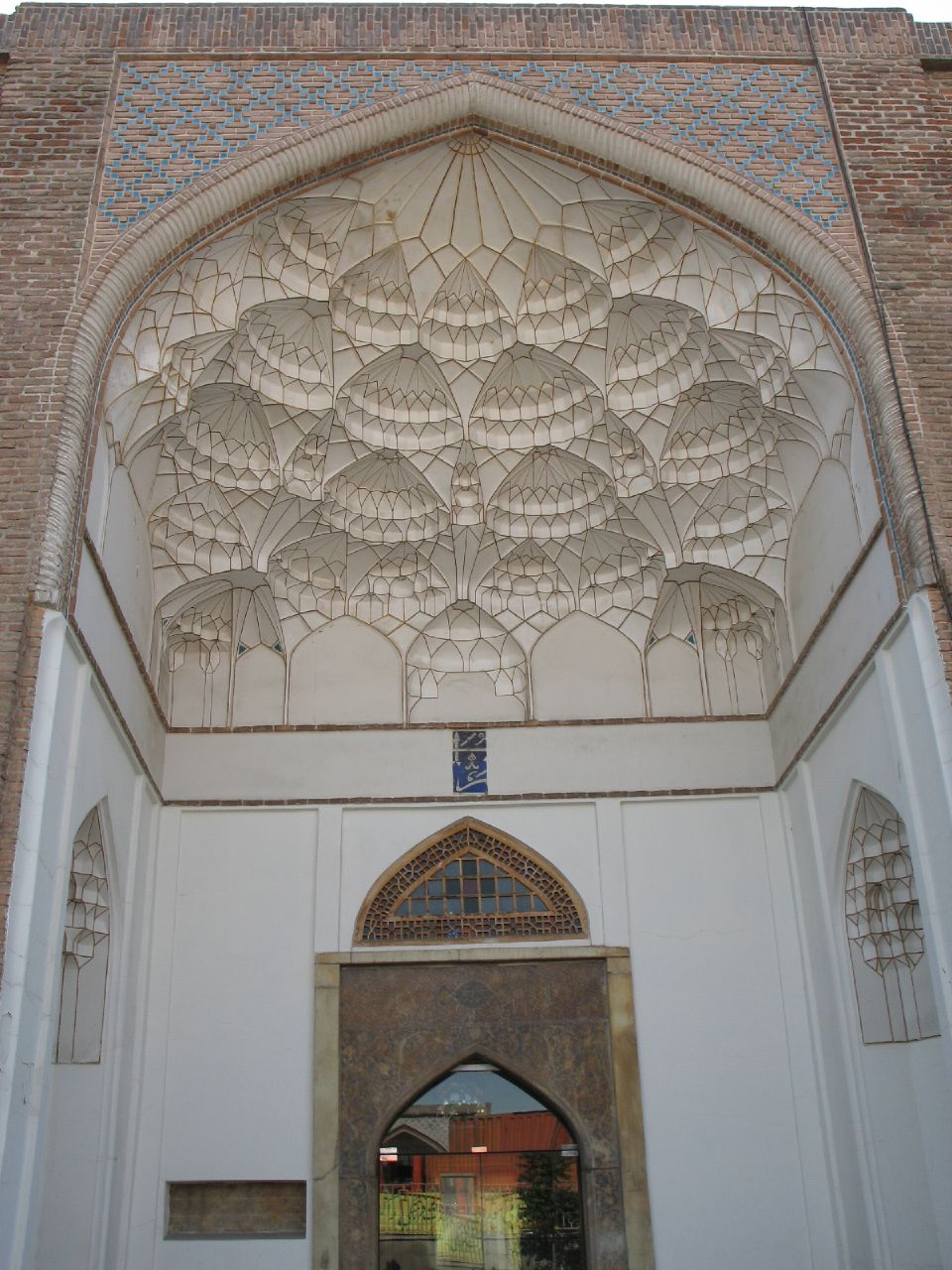
Saheb Al Amr Mosque（タブリーズ、イラン）イーワーンの内部装飾
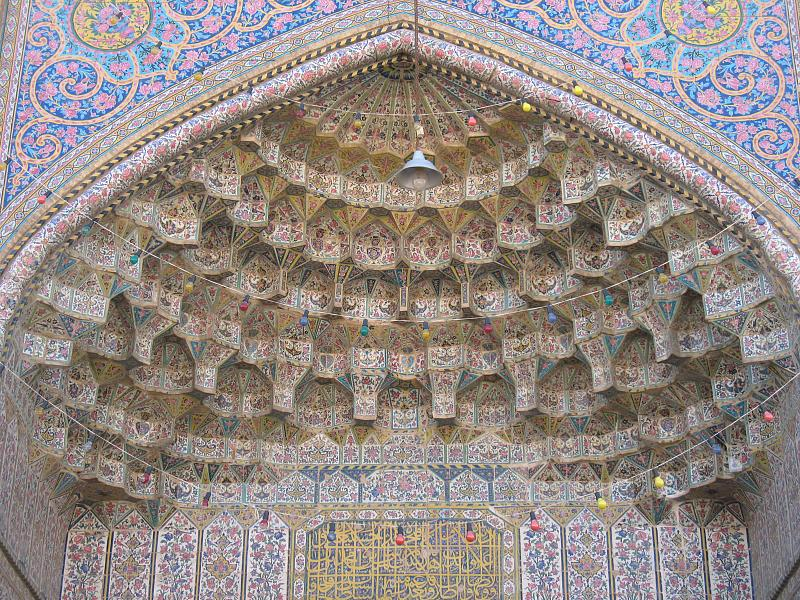
ヴァーキル・モスク（シーラーズ、イラン）のイーワーンの内部装飾
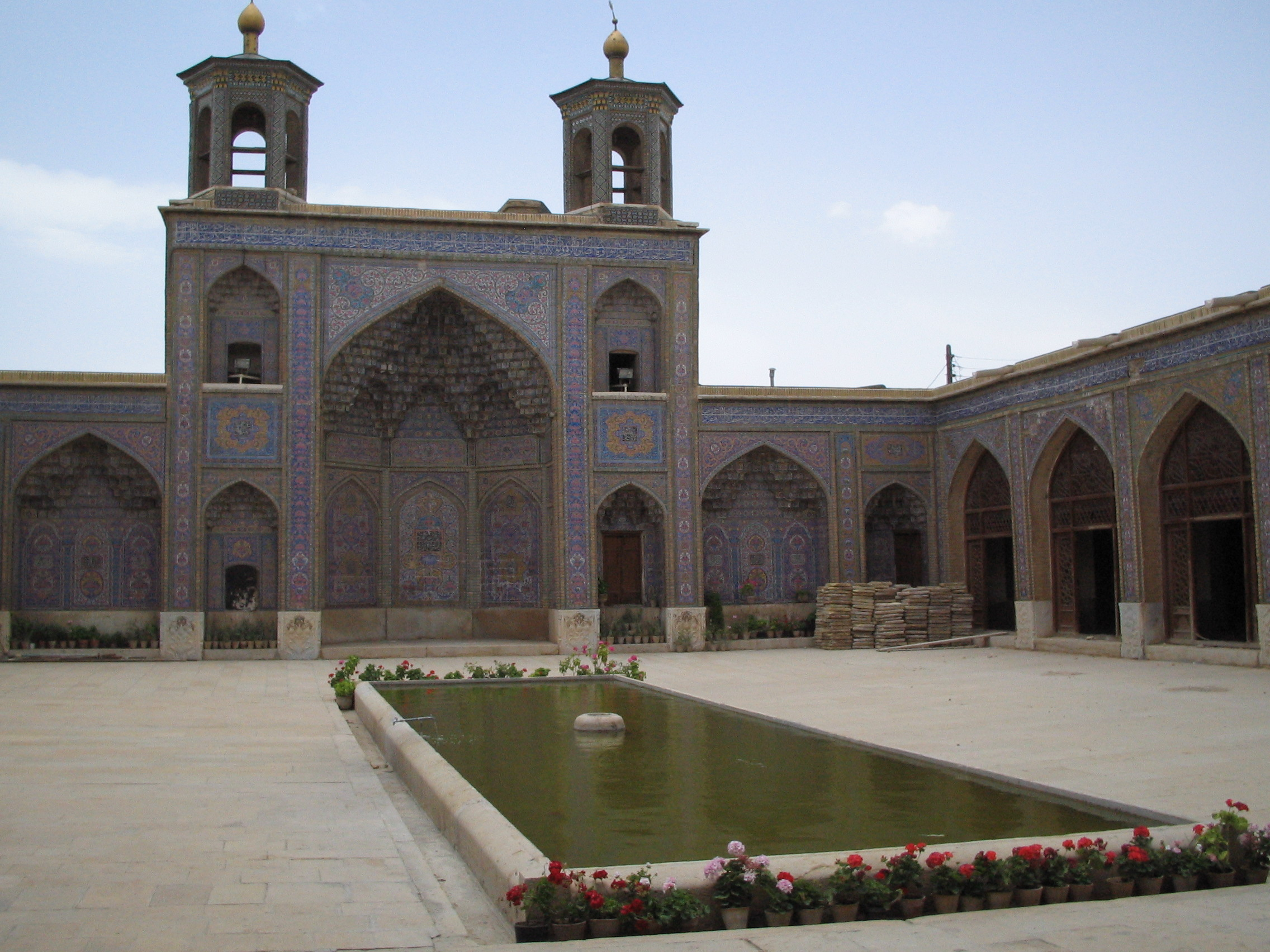
マスジェデ・ナスィー・アル・モルク（シーラーズ）中庭からみたイーワーン
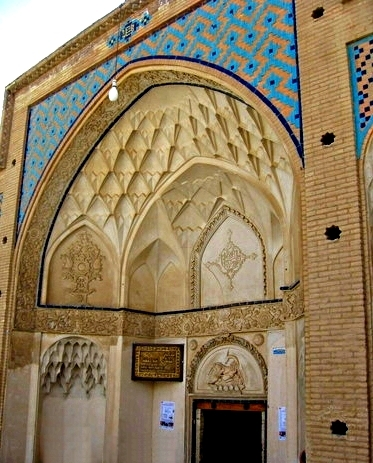
スルタン・アミール・アフマド公衆浴場（カーシャーン、イラン）の入口イーワーン
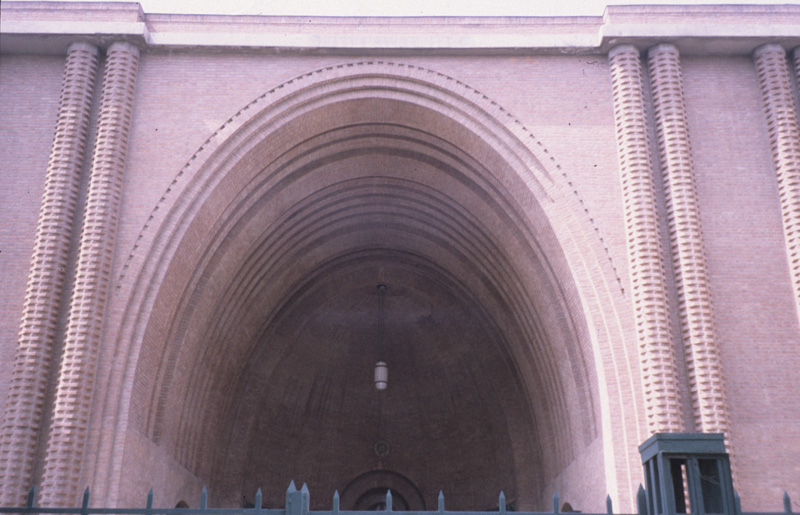
イラン国立博物館入口のイーワーン（Ctesiphon作）
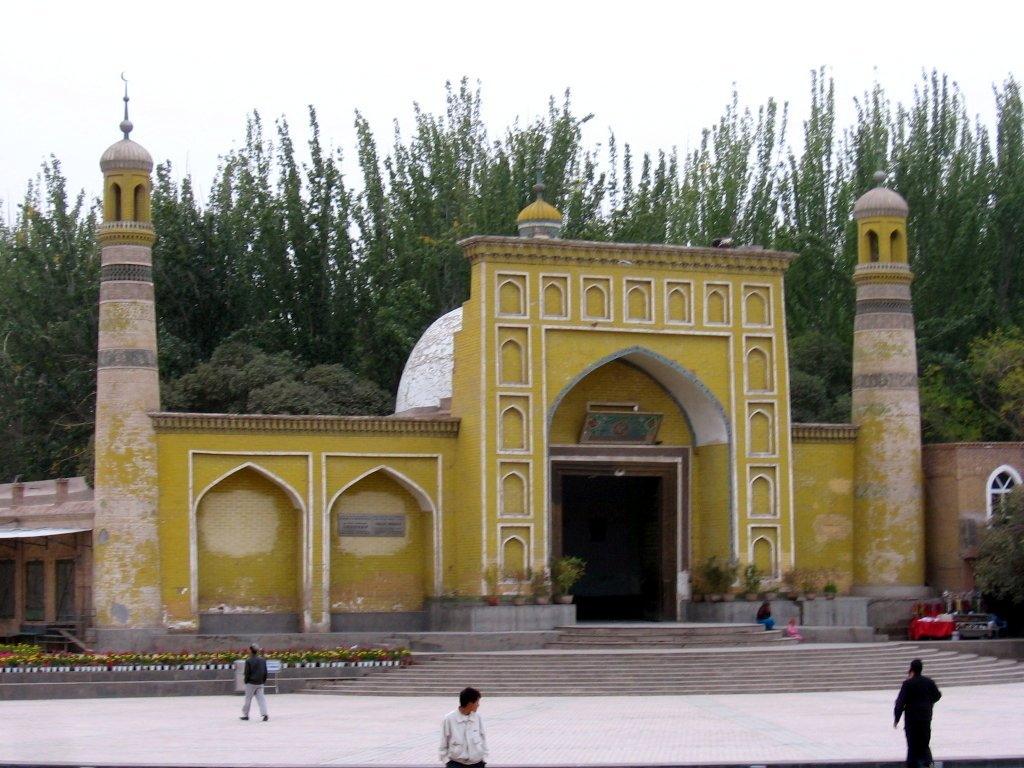
エイティガールモスク（カシュガル、中国）とイーワーン）